# Chiloschista usneoides
Chiloschista usneoides är en orkidéart som först beskrevs av David Don, och fick sitt nu gällande namn av John Lindley. Chiloschista usneoides ingår i släktet Chiloschista och familjen orkidéer. Inga underarter finns listade i Catalogue of Life.